# Gemarkeerdheid
Gemarkeerdheid is in de taalkunde een term waarmee de mogelijke "verschijningsvormen" van woorden met elkaar worden vergeleken om er één als optimaal uit te kiezen. De gemarkeerde vorm wordt gezien als "minder natuurlijk" of "niet optimaal", de ongemarkeerde vorm is daarentegen de standaardvorm  die uiteindelijk zal verschijnen als output. Zo zal in een algemene tekst over leeuwen het woord "leeuw" worden verkozen boven "leeuwin", aangezien dit laatste woord een beperktere betekenis heeft. De vorm "leeuwin" is daarmee gemarkeerd, dat wil zeggen suboptimaal ten opzichte van de vorm "leeuw".

## Gebruik van het begrip
Het begrip "gemarkeerdheid" werd oorspronkelijk alleen gebruikt in de fonologie, waar de verschillende mogelijke output-vormen van hun "oer-vorm", ofwel de onderliggende vorm op grond van hun articulatorische kenmerken als optimaal dan wel als suboptimaal worden beschouwd. Een voorbeeld in het Nederlands zijn de woorden goed en wand die in hun onderliggende vormen allebei eindigen op een stemhebbende dentaal; als gevolg van eindklankverscherping zijn deze onderliggende vormen gemarkeerd en eindigen de betreffende woorden in plaats daarvan in hun oppervlaktevorm op een stemloze dentaal.
Het gebruik van het begrip gemarkeerdheid heeft zich gaandeweg uitgebreid naar de morfologie, syntaxis en semantiek, waardoor het een vrij veelomvattend begrip is geworden. Zo is bijvoorbeeld vaak niet duidelijk of een bepaalde vorm puur op grond van fonetische kenmerken, dan wel in fonologisch, syntactisch of semantisch opzicht als gemarkeerd moet worden beschouwd. Hierbij spelen allerlei met elkaar in conflict zijnde "krachten" in de vorm van constraints een rol, die worden samengevat in de Optimaliteitstheorie. Hier worden vaak de meer gemarkeerde vormen in tabellen van een asterisk (*) voorzien.

## Verschillende soorten
Het is belangrijk om te weten dat een bepaalde vorm soms in het ene taalkundige opzicht wel gemarkeerd kan zijn en in het andere niet. Het enkelvoud mier is in morfologisch opzicht minder gemarkeerd dan het meervoud hiervan, mieren. In semantisch opzicht daarentegen is juist de laatste vorm de minst gemarkeerde, aangezien mieren vrijwel altijd in groepen (kolonies) worden aangetroffen.